# Crichton Farm

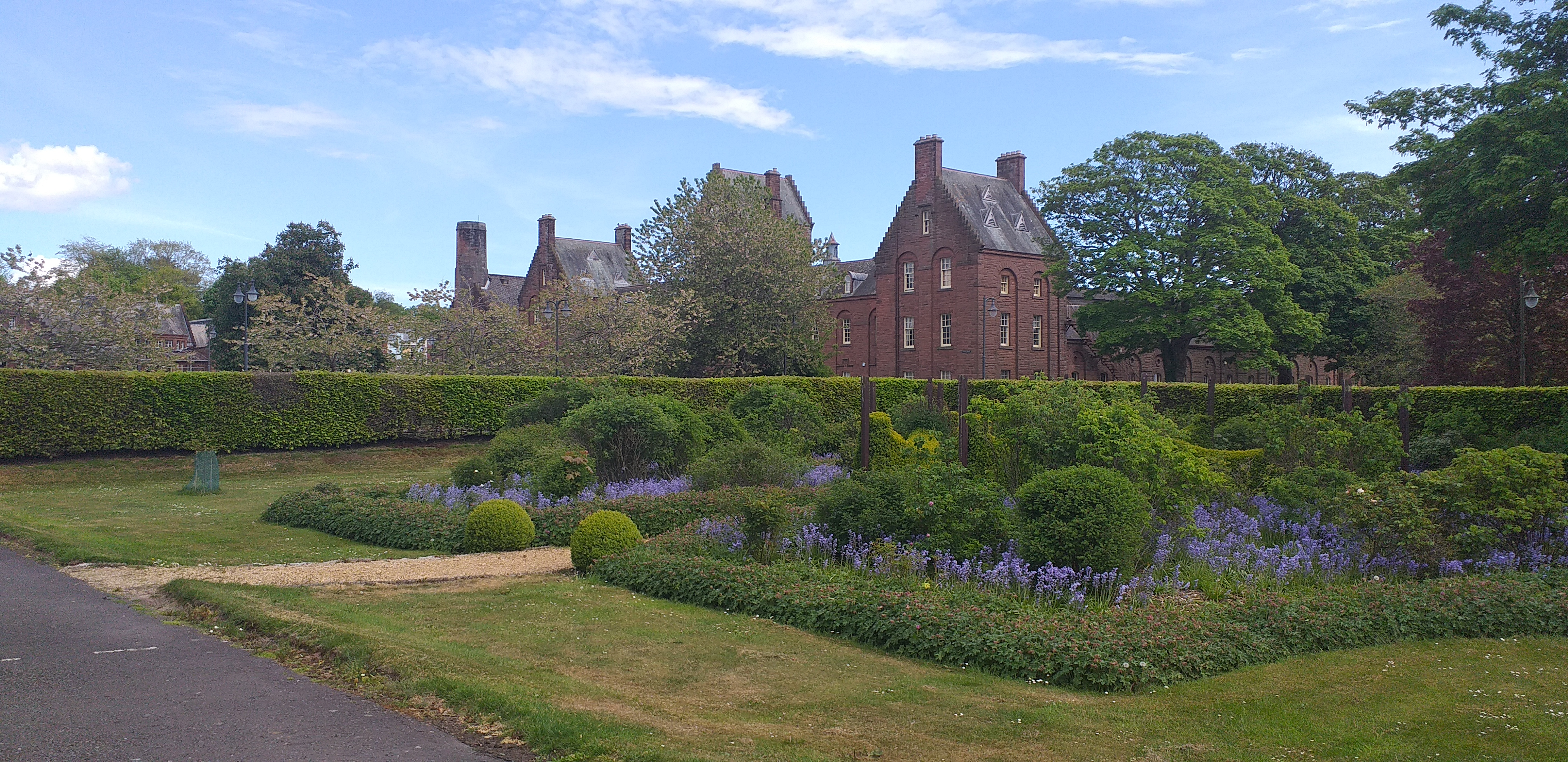
Crichton Farm

Die Crichton Farm ist ein Bauernhof in der schottischen Stadt Dumfries in der Council Area Dumfries and Galloway. 1986 wurde das Bauwerk in die schottischen Denkmallisten in der höchsten Denkmalkategorie A aufgenommen.
Der Bauernhof liegt am Südrand von Dumfries. Er entstand zwischen 1890 und 1893 als Teil der Anlagen des Crichton Royal Hospitals. Für den Entwurf zeichnet der für das Krankenhaus tätige John Davidson verantwortlich, der sich durch den vorherigen Besuch zweier ähnlicher Anlagen in Schottland informierte.

## Beschreibung
Die aus zwei Komplexen bestehende Anlage besitzt einen zu Bauzeiten fortschrittlichen Aufbau. Der Hauptkomplex im Norden besteht aus vier länglichen Gebäuden, die einen Innenhof vollständig umschließen. Die symmetrisch aufgebaute Nordfassade ist mit Pseudobewehrung gestaltet. Mittig erhebt sich ein Uhrenturm mit Torweg über das zweistöckige, längliche Gebäude. Der Torweg ist heute mit Mauerwerk verschlossen, sodass nur noch der Torweg an der gegenüberliegenden Seite genutzt werden kann. Ebenso sind die Kanten des Quadrats mit Ecktürmen mit Stufengiebeln gearbeitet. Fensteröffnungen sind mit Gesimsen gestaltet. Im Innenhof führen verschiedene segmentbögige Tore ins Innere.
Am Scheunenkomplex im Süden sind fünf längliche Gebäude parallel angeordnet. Das Mauerwerk besteht aus bossierten, roten Steinquadern, die zu einem Schichtenmauerwerk verlegt wurden. Die abschließenden Satteldächer sind Schiefer eingedeckt und mit Stufengiebeln gearbeitet. Wie auch am Hauptkomplex, schließen die Fenster mit Segmentbögen. Östlich erstrecken sich zwei weitere längliche Gebäude. Die Innenwände sind gekachelt. Teils umgibt eine flache Mauer mit Stahlzaun die Anlage.